# Docidomyia nicholosoni
Docidomyia nicholosoni är en tvåvingeart som beskrevs av Yeates 1996. Docidomyia nicholosoni ingår i släktet Docidomyia och familjen svävflugor. Inga underarter finns listade i Catalogue of Life.